# Aloe parallelifolia
Aloe parallelifolia ist eine Pflanzenart der Gattung der Aloen in der Unterfamilie der Affodillgewächse (Asphodeloideae). Das Artepitheton parallelifolia leitet sich von den lateinischen Worten parallelus für ‚parallel‘ sowie -folius für ‚beblättert‘ ab und verweist auf die Form der Blätter.

## Beschreibung

### Vegetative Merkmale
Aloe parallelifolia wächst stammbildend, verzweigt spärlich von der Basis aus und bildet kompakte Gruppen. Ihre aufrechten Triebe sind bis zu 4 Zentimeter lang. Die vier bis sieben linealischen Laubblätter bilden lockere Rosetten. Die trüb olivgrüne Blattspreite ist 15 Zentimeter lang und 1 Zentimeter breit. Die Blattspitze ist gerundet. An ihr befinden sich vier bis fünf hellbraune Zähne. Die hellbraunen Zähne am Blattrand sind bis zu 2 Millimeter lang und stehen 4 bis 8 Millimeter voneinander entfernt.

### Blütenstände und Blüten
Der einfache Blütenstand erreicht eine Länge von 30 bis 40 Zentimeter. Die lockere bis fast kopfigen, zylindrischen Trauben bestehen aus 12 bis 18 Blüten. Die lanzettlich-spitzen, an ihrer Basis fleischigen Brakteen weisen eine Länge von 10 Millimeter auf und sind 4 Millimeter breit. Die rosapinkfarbenen bis rosaroten, leicht glockenförmigen Blüten sind an ihrer Mündung fast weiß. Sie stehen an 30 Millimeter langen Blütenstielen. Die Blüten sind 30 Millimeter lang und an ihrer Basis kurz verschmälert. Auf Höhe des Fruchtknotens weisen die Blüten einen Durchmesser von 5 Millimeter auf, darüber sind sie bis zu ihrer Mündung hin auf 8 Millimeter erweitert. Ihre Perigonblätter sind nicht miteinander verwachsen. Die Staubblätter und der Griffel ragen bis zu 1 Millimeter aus der Blüte heraus.

## Systematik, Verbreitung und Gefährdung
Aloe parallelifolia ist auf Madagaskar auf Quarzitbergen in Höhen von 1800 bis 2000 Metern verbreitet. 
Die Erstbeschreibung durch Henri Perrier de La Bâthie wurde 1926 veröffentlicht.
Aloe parallelifolia wird in Anhang I des Washingtoner Artenschutz-Übereinkommen geführt.

## Nachweise